# Кочан (село, Болгария)
Кочан (болг. Кочан) — село в Благоевградской области Болгарии. Входит в состав общины Сатовча. Находится примерно в 6 км к юго-востоку от центра села Сатовча и примерно в 92 км к юго-востоку от центра города Благоевград. По данным переписи населения 2011 года, в селе  проживало 2615 человек.

## Население
| Год     | 1934 | 1946 | 1956 | 1965 | 1975 | 1985 | 1992 | 2001 | 2011 |
| ------- | ---- | ---- | ---- | ---- | ---- | ---- | ---- | ---- | ---- |
| Жителей | 1313 | 1496 | 1675 | 2152 | 2780 | 2795 | 3130 | 3043 | 2615 |

| Национальность  | Человек | Процент |
| --------------- | ------- | ------- |
| болгары         | 1390    | 92,36%  |
| турки           | 4       | 0,27%   |
| цыгане          | 44      | 2,92%   |
| другие          | 52      | 3,46%   |
| не определились | 15      | 1%      |
| Всего ответов   | 1505    |         |

|  |